# 年次改革要望書
年次改革要望書（ねんじかいかくようぼうしょ）は、日本政府とアメリカ政府が両国の経済発展のために改善が必要と考える相手国の規制や制度の問題点についてまとめた文書で2001年から毎年日米両政府間で交換され、2009年（平成21年）に自由民主党から民主党へと政権交代した後、鳩山由紀夫政権下で廃止された。
正式名称は、アメリカに対する日本側の要望書は『米国の規制改革および競争政策に関する日本国政府の要望事項』（英語: Submittion By the Government of Japan To the Government of the United States Regarding Regulatory Reform and Competition Policy （2001年-2002年） / Recommendations By the Government of Japan To the Government of the United States Regarding Regulatory Reform and Competition Policy (2003年-2009年））、日本に対するアメリカ側の要望書は『日米規制改革および競争政策イニシアティブに基づく日本国政府に対する米国政府の年次改革要望書』（英語: Annual Reform Recommendations from the Government of the United States to the Government of Japan under the U.S.-Japan Regulatory Reform and Competition Policy Initiative）。

## 概要
「成長のための日米経済パートナーシップ」の一環として最初に年次改革要望書が作成されたのは2001年（平成13年）であるが、これは先行する「日本とアメリカ合衆国との間の規制緩和に関する対話に基づく双方の要望書」の枠組みが現行のイニシアティブの形式に整えられたことによる。
由来をたどれば、1993年（平成5年）7月の宮澤喜一首相とビル・クリントン米大統領との会談で決まった「日米の新たなパートナーシップのための枠組みに関する共同声明」（英語: Joint Statement on the Japan-United States Framework for a New Economic Partnership）とされている。書籍『拒否できない日本』によれば、最初の要望書は1994年（平成6年）であった。当初は「提案書」（英語: submission）であったアメリカからの要望書は以下のような変遷を経るが、日本へのアメリカからの要望書では年次改革要望書となった2001年からより推しの強い「勧告書（英語: recommendations）」になる一方、アメリカへの日本側の要望書の英語版では2003年から recommendations に改められている。
- 日本における規制緩和および行政改革に関する日本政府への米国政府の要望（提案）書（Submission by the Government of the United States to the Government of Japan Regarding Deregulation and Administrative Reform in Japan 1994年）
- 日本における規制緩和、行政改革および競争政策に関する日本政府への米国政府の要望（提案）書（Submission by the Government of the United States to the Government of Japan Regarding Deregulation, Administrative Reform and Competition Policy in Japan 1995年-1996年）
- 日本における規制緩和、競争政策、透明性およびその他の政府慣行に関する日本政府への米国政府の要望（提案）書（Submission by the Government of the United States to the Government of Japan Regarding Deregulation, Competition Policy, and Transparency and Other Government Practices in Japan 1997年-1999年）
- 規制撤廃および競争政策に関する日米間の強化されたイニシアティブに基づく日本政府への米国政府の年次要望（提案）書（Annual Submission by the Government of the United States to the Government of Japan Under the U.S.-Japan Enhanced Initiative on Deregulation and Competition Policy 2000年）

双方の要望書は両国政府によって公開されており、日本から米国への要望書については、外務省のウェブサイトにおいて公開されている。同様に、米国から日本への要望書については、駐日アメリカ合衆国大使館のウェブサイトに日本語訳されたものが公開されている（外部リンクの節を参照） 。
米国側からの要望が施策として実現した例としては、建築基準法の改正や法科大学院の設置の実現、著作権の保護期間の延長や著作権の強化、裁判員制度をはじめとする司法制度改革、独占禁止法の強化と運用の厳密化、労働者派遣法改正（労働者派遣事業の規制緩和）、郵政民営化といったものが挙げられる。米国政府からの要望で実現していない項目としては、再販制度・特殊指定の廃止・ホワイトカラーエグゼンプションが挙げられるが、年次要望改革書では引き続き取り上げられている。一方、日本側からアメリカ側への要望の一切は実現されていない。

## アメリカの要望

### アメリカ政府による日本改造
関岡英之は年次改革要望書は、アメリカ政府による日本改造という観点から注目し、アメリカによる日本への年次改革要望書の性格は、アメリカの国益の追求という点で一貫しており、その中には日本の国益に反するものも多く含まれているとしている。衆議院議員小泉龍司は、2005年（平成17年）5月31日の郵政民営化に関する特別委員会において、要望書について「内政干渉と思われるぐらいきめ細かく、米国の要望として書かれている」と述べている。
郵政民営化は、郵便貯金や簡易保険などの国民の財産を外資に売り渡す行為であるとし、また三角合併解禁については時価総額が大きい外資が日本大手企業を買収して傘下に置き易くすることを容易化する行為として、外資への売国的行為とする意見がある。
年次改革要望書で言及されている医療改革は、外資系保険を利することが目的となる一方で、診療報酬（レセプト）減額や患者の医療費負担増大が、医療崩壊に繋がっていると指摘する意見がある。
アメリカ合衆国は、年次改革要望書を通じて日本の労働市場改革を一貫して求めており、日本政府の政策に影響を与えてきた。例えば、1990年代以降の要望書では、日本の雇用制度の柔軟化や労働市場の規制緩和が繰り返し提起されている。これを受け、日本政府は派遣労働の規制緩和（1999年の労働者派遣法改正）や、成果主義導入の推進など、労働市場の自由化を進めた。1999年（平成11年）の労働者派遣法改正により、日雇い派遣が原則解禁となったが、これにより労働環境の不安定化（ワーキングプアの発生）という社会問題を生み出している。
また、日本では技能実習制度（現在の育成就労制度）のような低賃金移民政策が実施されているが、これは日本国内の労働力不足を補う一方で、国際社会からは「搾取的」との批判も受けている。特に、アメリカは貿易自由化の一環として労働市場の開放を求めており、日本が移民労働者の受け入れを進める背景には、こうした外圧も影響を与えたとされる。実際に、2018年の入管法改正により「特定技能」制度が導入され、外国人労働者の受け入れが拡大されたことも、こうした流れの一環といえる。
これらの改革は、日本経済の競争力向上や労働市場の柔軟化を名目として推進されたが、一方で非正規雇用の増加や外国人労働者の待遇問題、低賃金移民政策による日本人中間層の待遇劣化、低賃金移民政策による日本人中間層の置き換え、治安悪化といった社会的課題も引き起こしている。

### 米国政府高官の認識
国務省にて経済・通商分野を専門に担当したジェームス・ズムワルトは、小林興起から「『年次改革要望書』を日本に突きつけ、さらにその達成 (achievement) を強く求めている張本人 (key person) の1人」と名指しで指摘されている。
2006年（平成18年）4月にズムワルトは小林との対談に臨み、日本の内閣がアメリカの年次改革要望書の言いなりだとする指摘に対し、否定的な見解を示した。
また、年次改革要望書を提示する理由について、ズムワルトは、日本の経済成長はアメリカにも利益を齎すと説明し、日本経済低迷の一因は規制の多さにあるため、その撤廃を年次改革要望書で求めているだけだと述べている。アメリカはあくまで「日本のしたいことを応援するスタンス」であり「小泉さんが考えていることの応援のつもりというのが基本的なスタンス」だとしている。
そのうえで、年次改革要望書とは「日本の成長が最大の目標」であると説明し、日米の利害が激しく対立した日米構造協議などとは全く事情が異なると主張している。

## 日本の対応

### 日本政府高官の認識
竹中平蔵郵政民営化担当大臣は2004年（平成16年）10月19日の衆議院予算委員会で小泉俊明の「（年次改革要望書を）御存じですね」という質問に対して、「（年次改革要望書の存在を）存じ上げております」と答弁した。
2005年（平成17年）6月7日の衆議院郵政民営化特別委員会では、城内実の「郵政について日本政府は米国と過去1年間に何回協議をしたか」、「米国の対日要求で拒否したものはあるか」という質問に対して、竹中大臣は米国と17回協議したことを認めるも、対日要求についての具体的言及は避けた。
郵政法案の審議が大詰めを迎えた2005年（平成17年）8月2日の参議院郵政民営化特別委員会で桜井充の「（年次改革要望書に）アメリカの要望として日本における郵政民営化について書かれている。（中略）国民のための改正なのか、米国の意向を受けた改正なのか分からない」という質問に対し、竹中大臣は「アメリカがそういうことを言い出す前から小泉総理は（もう十年二十年）ずっと郵政民営化を言っておられる。アメリカはどういう意図で言っておられるか私は知りませんが、これは国のためにやっております。このまあ一年二年ですね、わき目も振らず一生懸命国内の調整やっておりまして、アメリカのそういう報告書（年次改革要望書）、見たこともありません。私たちは年次改革要望書とは全く関係なく、国益のために、将来のために民営化を議論している」と述べた。

### 日本の内政との密接な関係
- 1996年（平成8年）実際には一年後の1997年（平成9年）に、現在の大型自動二輪車の運転免許証制度が改正された。これまでは、運転免許試験場の一発試験による、排気量の限定解除審査のみだったが、大型自動二輪車免許と独立免許になり、指定自動車教習所でも大型自動二輪車の免許が教習や取得できるようになった。
- 1997年（平成9年）独占禁止法が改正される。持株会社が解禁される。
- 1998年（平成10年） 大規模小売店舗法が廃止される。大規模小売店舗立地法が成立する（平成12年（2000年）施行）。建築基準法が改正される。
- 1999年（平成11年） 労働者派遣法が改正される。人材派遣が自由化される。
- 2002年（平成14年） 健康保険において本人3割負担を導入する。
- 2003年（平成15年） 郵政事業庁が廃止される。日本郵政公社が成立する。
- 2004年（平成16年） 法科大学院の設置と司法試験制度が変更される。労働者派遣法が改正（製造業への派遣を解禁）される。
- 2005年（平成17年） 日本道路公団が解散する。分割民営化がされる。新会社法が成立した。
- 2007年（平成19年） 新会社法の中の三角合併制度が施行される。

### 報道での扱い
以下の点から、年次改革要望書に関する報道が広く国民に充分になされていない、という意見がある。
- 建築基準法の改正提言には、アメリカ政府の介在がひとことも書かれておらず、法改正の新聞報道でもいっさい触れられていない[2]。
- 年次改革要望書の全文が日本のマスメディアで公表されたことはない[2] 。
- 郵政民営化をはじめとする構造改革の真相を国民が知ることとなったら暴動が起きかねないので、マスコミ対策は用意周到になされていた。郵政民営化に反対する政治評論家森田実が、ある時点からテレビ局に出演できなくなった[16]。
- 『しんぶん赤旗』『サキヨミ』一部夕刊紙以外の主要マスコミでは『年次改革要望書』が発表された事実そのものの報道もなされない。国会議員が国会で問題にしても、なぜか全国紙やテレビ局の政治部記者からは一件の取材もない[17]。

### 日米経済調和対話
民主党鳩山由紀夫内閣の時代に、「日米規制改革委員会」が廃止され年次改革要望書の交換も事実上停止した。しかしその後もアメリカは、駐日アメリカ合衆国大使館サイトにおいて、「日米経済調和対話」と題し産業のいくつかの分野について『米国政府は、実行可能な範囲において、両国のシステム、規制アプローチ、その他の措置や政策の調和に向け、この共通の目標を推進する形で日本と緊密に協働することを期待する。』とする文章を掲載していた。
2011年（平成23年）3月に日本側では外務省サイトにおいて、貿易の円滑化、ビジネス環境や個別案件、共通の関心を有する地域の課題等について、日本とアメリカ両国が協力し取り組むための、「日米経済調和対話」事務レベル会合の開催を発表した。

## 年次改革要望書の一覧

### アメリカ政府から日本政府への要望書
仮和訳は駐日アメリカ合衆国大使館による。
- 「規制改革要望書および関連ドキュメント」インデックスページ
- 1994年11月15日 - 英文：PDF
- 1995年11月22日 - 英文：PDF
- 1996年11月15日 - 英文：PDF、（仮和訳：PDF）
- 1997年11月07日 - 英文：PDF、（仮和訳：PDF）
- 1998年10月07日 - 英文：PDF、（仮和訳：PDF）
- 1999年10月06日 - 英文：PDF、（仮和訳：PDF）
- 2000年10月12日 - 英文：PDF、（仮和訳：PDF）
- 2001年10月14日 - 英文：PDF、（仮和訳：PDF）
- 2002年10月23日 - 英文：PDF、（仮和訳）
- 2003年10月24日 - 英文：PDF、（仮和訳）（同PDF）
- 2004年10月14日 - 英文：PDF、（仮和訳）
- 2005年12月07日 - 英文：PDF、（仮和訳：PDF）
- 2006年12月05日 - 英文：PDF、（仮和訳：PDF）
- 2007年10月18日 - 英文：PDF、（仮和訳：PDF）
- 2008年10月15日 - 英文：PDF、（仮和訳：PDF）

### 日本政府からアメリカ政府への要望書
仮英訳は日本外務省による。
- 2001年10月14日 - 和文、（仮英訳）
- 2002年10月23日 - 和文、（仮英訳）
- 2003年10月24日 - 和文、（仮英訳）
- 2004年10月14日 - 和文、（仮英訳）
- 2005年12月07日 - 和文、（仮英訳）
- 2006年12月05日 - 和文、（仮英訳）
- 2007年10月18日 - 和文、（仮英訳）
- 2008年10月15日 - 和文、（仮英訳）
- 規制改革及び競争政策イニシアティブ - 日本国外務省